# Braillans
Braillans település Franciaországban, Doubs megyében. Lakosainak száma 205 fő (2022. január 1.). Braillans Vieilley, Thise és Marchaux-Chaudefontaine községekkel határos.

## Népesség
A település népességének változása:
| Lakosok száma | 36   | 68   | 88   | 128  | 161  | 190  | 205  | 210  | 208  | 205  |
|               | 1968 | 1982 | 1990 | 2006 | 2013 | 2015 | 2017 | 2019 | 2020 | 2022 |